# Tachydromia elbrusensis
Tachydromia elbrusensis är en tvåvingeart som beskrevs av Chvala 1970. Tachydromia elbrusensis ingår i släktet Tachydromia och familjen puckeldansflugor. Inga underarter finns listade i Catalogue of Life.